# 1769 en philosophie
Chronologie de la philosophie
- 1765
- 1766
- 1767
- 1768
- 1769
- 1770
- 1771
- 1772
- 1773

L’année 1769 a été marquée, en philosophie, par les événements suivants :

## Publications
- Joseph Priestley : A New Chart of History.